# الطاقة الشمسية في أريزونا

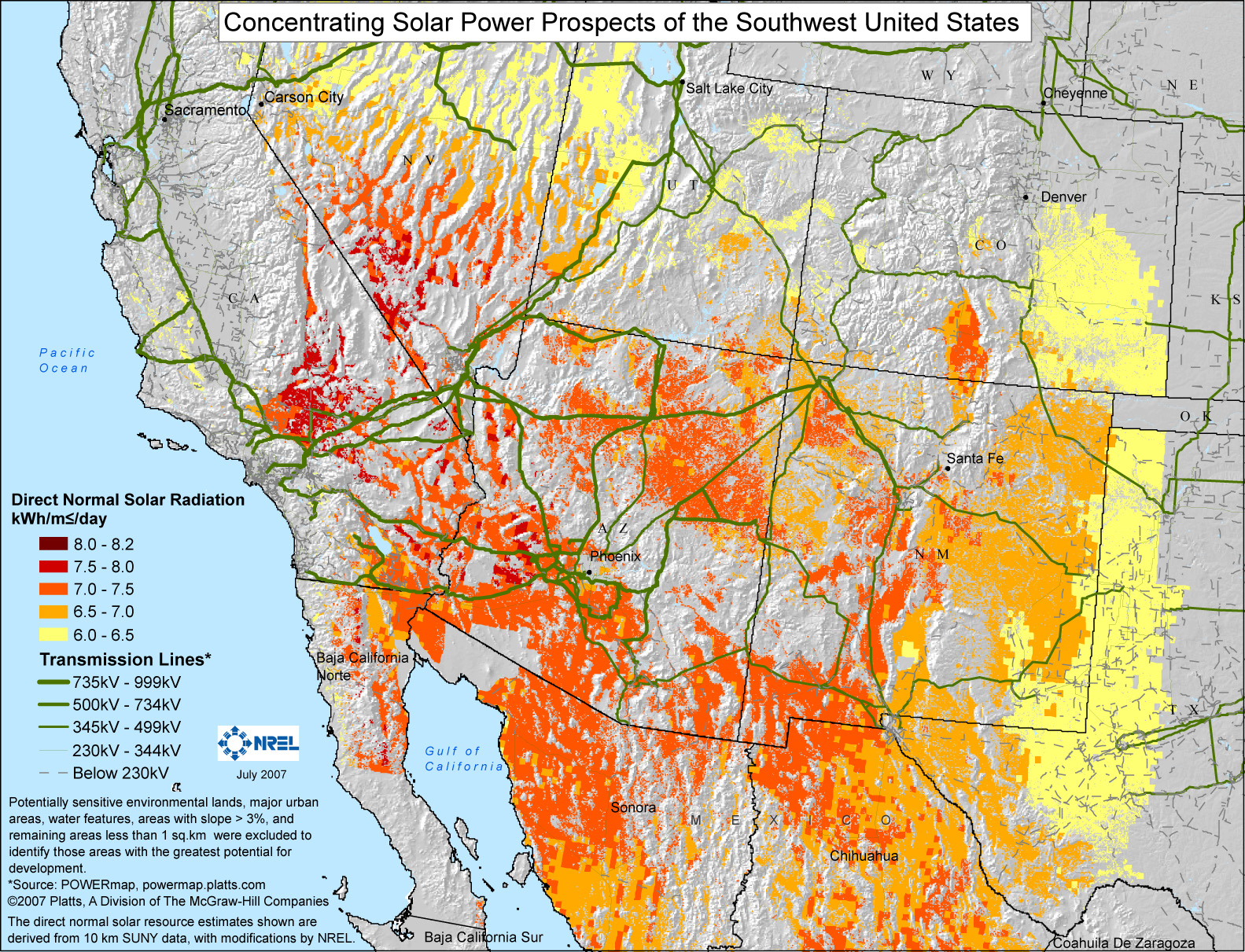

وفقًا للحاكمة السابقة جانيت نابوليتانو، فإن الطاقة الشمسية في ولاية أريزونا قادرة على جعل الولاية «الخليج الفارسي للطاقة الشمسية». سنة 2012 حصلت أريزونا على 1106 ميجاواط من أنظمة ألواح الطاقة الشمسية و6 ميجاواط من أنظمة الطاقة الشمسية المركزة، وبذلك يفوق إجمالي الطاقة الشمسية المحصلة 1112 ميجاواط. محطة توليد الطاقة الشمسية سولانا هي أكبر محطة توليد من نوعها في العالم، إذ تملك قطعًا مكافئًا بقوة 280 ميجاواط. توفر سولانا احتياطيًا من الطاقة لمدة 6 ساعات اعتمادًا على آلية الملح المصهور. وبذلك توفر المحطة 5% من احتياجات الخدمة العامة، وتُعد أكبر مرفق في الولاية.
يشترط ملف معايير الطاقة المتجددة الذي وضعته لجنة المجلس البلدي في أريزونا توفير 15% من الطاقات المتجددة بحلول عام 2022 لتجهيز المرافق الثابتة، وتوفير 4.5% من المصادر المتجددة الأخرى.

## تاريخ الطاقة الشمسية في أريزونا
أُنشئت أول محطة طاقة شمسية تجارية في الولاية سنة 1997 بقدرة 95 كيلوواط، بمتعقب شمسي أحادي المحور في فلاغستاف في أريزونا، تديرها مديرية الخدمة العامة في أريزونا. سنة 1999، سقفت مدينة سكوتسديل موقف للسيارات بمساحة 790 مترًا مربعًا بالألواح الشمسية، لتوفير مواقف سيارات مظللة وإنتاج 93 كيلوواط من الطاقة الشمسية. سنة 2001 أنشأت مديرية الخدمة العامة وجامعة أمبري ريدل لعلوم الطيران محطة توليد طاقة شمسية بمتعقب أحادي المحور بقدرة 190 كيلوواط.
سنة 2001 أُنشئ نظام ألواح شمسية لمحطة سبرينجرفيل لتوليد الطاقة بواسطة شركة توكسون للطاقة الكهربائية، التي تُعد من أولى محطات ألواح الطاقة الشمسية واسعة المدى. صممت لتوليد 4.6 ميجاواط، ثم توسعت إلى 6.4 ميجاواط. سنة 2002، بدأ مطار لوف فيلد في مدينة بريسكوت في ولاية أريزونا إنشاء محطة طاقة ألواح شمسية بقدرة 5 ميجاواط. وبحلول يوليو 2006، أصبحت قدرته القصوى 2.879 ميجاواط.
تعمل محطتان بالطاقة الشمسية المركزة: محطة ساجوارو للطاقة الشمسية بقدرة 1 ميجاواط، التي اكتمل بناؤها سنة 2005، وهي أول محطة تجارية للطاقة الشمسية المركزة في الألفية الثالثة، ونظام قطع مكافئ شمسي بقدرة  5ميجاواط في مشروع جامعة أريزونا التقنية للطاقة الشمسية، التي اكتملت سنة 2011. هناك أيضًا محطة سولانو بقدرة 280 ميجاواط قيد الإنشاء، ومحطة ماريكوبا للطاقة الشمسية التي اكتملت سنة 2010 بقدرة 1.5 ميجاواط، باستخدام تقنية صحن ستيرلينغ، لكنها توقفت عن العمل في سبتمبر 2011 وبيعت في أبريل 2012 لشركة كونديسيس الصينية لتكنولوجيا الطاقة الشمسية، بمبلغ 250 ألف دولار أمريكي.
سنة 2008 صرحت حاكمت ولاية أريزونا -السيدة جانيت نابوليتانو- أن أريزونا لديها القدرة على أن تصبح «الخليج الفارسي للطاقة الشمسية». سنة 2012 صرح المختبر الوطني للطاقة المتجددة أن ولاية أريزونا قادرة على تنصيب 5147 جيجاواط من محطات ألواح الطاقة الشمسية أو ما يقارب 3528 جيجاواط من محطات الطاقة الشمسية المركزة، وهو ما يعادل توليد أكثر من 3 أضعاف إجمالي الطاقة المستهلكة في الولايات المتحدة سنة 2012. وفقًا للدراسة التي أجرتها رابطة صناعات الطاقة الشمسية وبحث إذاعة جين تيك، أنشأت أريزونا أكثر من 55 ميجاواط من الطاقة الشمسية سنة 2010، وقد ضاعفت هذه الزيادة كمية الطاقة الشمسية لعام 2009 البالغة 21 ميجاواط. ما جعلها تأتي بعد كاليفورنيا (259 ميجاواط) ونيوجيرسي (137 ميجاواط) وفلوريدا (110 ميجاواط) ونيفادا (61 ميجاواط). وبحلول نهاية 2011، أتمت أريزونا إنشاء 383 ميجاواط من ألواح الطاقة الشمسية، لتصبح في المركز الثالث خلف نيوجيرسي وكاليفورنيا.
رُبط مشروع محطة أغوا كالينت للطاقة الشمسية بالشبكة الكهربائية للمرة الأولى سنة 2012 بقدرة 100ميجاواط، ما جعلها أكبر محطة طاقة تعمل بالألواح الشمسية في أمريكا الشمالية، وثالث أكبر محطة في العالم، وهي أكبر قليلًا من محطة سارنيا للطاقة الشمسية بقدرة 97 ميجاواط. وفي شهر يوليو تم إنشاء 200 ميجاواط، ما جعلها أكبر محطة طاقة تعمل بالألواح الشمسية في العالم، وفي سبتمبر 2012 تم إنشاء 250 ميجاواط.
في شهر يناير سنة 2013، تم إنشاء 150 ميجاواط من أصل 700 ميجاواط لمحطة ألواح الطاقة الشمسية لمشروع المسكيت. بدءًا من 30 يناير سنة 2013، سعى 19 مشروع للحصول على موافقات بدء البناء على أرض اتحادية مملوكة لمكتب إدارة الأراضي في ولاية أريزونا بقدرة إجمالية 13.45 جيجاواط، تمت الموافقة على مشروع سونوران للطاقة الشمسية بقدرة 300 ميجاواط، لكن المشروع توقف.
في أكتوبر 2013 أكملت محطة توليد سولانا الاختبارات. تعد محطة الطاقة الشمسية ذات قناة القطع المكافئ بقدرة 280 ميجاواط أكبر محطة من نوعها في العالم. توفر سولانا مخزونًا من الطاقة لمدة 6 ساعات اعتمادًا على آلية الملح المصهور. وبذلك توفر المحطة 5% من احتياجات الخدمة العامة، وتُعد أكبر مرفق في الولاية.
تاريخيًا، امتلكت أريزونا أحد أنجح برامج الحوافز الشمسية في الولايات المتحدة. ومع ذلك، اعتبارًا من فبراير 2013، ألغت لجنة شركة أريزونا الحوافز التجارية تمامًا وقللت الحوافز السكنية المتاحة بشدة. استمر بعض أكبر مزودي الطاقة الشمسية في الولاية بالقيام بأعمال تجارية، ومن ضمنهم شركة فيرست سولر التي تُعد أكبر مقاول للطاقة الشمسية في الولايات المتحدة.

## حقول الطاقة الشمسية المجتمعية
تملك أريزونا حقلين للطاقة الشمسية المجتمعية. تملك شركة توكسون للطاقة الكهربية حقل شمسي مجتمعي بقدرة 1.6 ميجاواط جنوب شرق مدينة توكسون. بإمكان المستهلكين شراء 150كيلوواط ساعة، مقابل 3 دولار أمريكي شهريًا. يوفر حقل تراكو سن ذو قدرة 277 كيلوواط في مدينة مارانا لعملاء شركة تراكو استثمار الألواح الشمسية بزيادة ربع سنوية، مقابل 920 دولارًا أمريكيًا، والحصول على ائتمان ربحي من المنتج، بما يقارب 36 كيلوواط ساعة، شهريًا لمدة عشرين عامًا، وبمبلغ يقارب 5 دولار أمريكي. وبذلك يمكن للعملاء استثمار متوسط استخدامهم للطاقة آخر 12 شهرًا، بما يصل إلى 10000 واط.

## إحصائيات
السعة:
| سعة الطاقة الشمسية في إريزونا | سعة الطاقة الشمسية في إريزونا | سعة الطاقة الشمسية في إريزونا | سعة الطاقة الشمسية في إريزونا | سعة الطاقة الشمسية في إريزونا | سعة الطاقة الشمسية في إريزونا | سعة الطاقة الشمسية في إريزونا |
| ----------------------------- | ----------------------------- | ----------------------------- | ----------------------------- | ----------------------------- | ----------------------------- | ----------------------------- |
| السنة                         | أنظمة ألواح الطاقة الشمسية    | أنظمة ألواح الطاقة الشمسية    | أنظمة ألواح الطاقة الشمسية    | أنظمة الطاقة الشمسية المركزة  | أنظمة الطاقة الشمسية المركزة  | أنظمة الطاقة الشمسية المركزة  |
| السنة                         | السعة                         | المنفذ                        | % التغيرات                    | السعة                         | المنفذ                        | % التغيرات                    |
| 2007                          | 18.9                          | 2.8                           | 17                            | 1                             | 0                             |                               |
| 2008                          | 25.3                          | 6.2                           | 34                            | 1                             | 0                             |                               |
| 2009                          | 46.2                          | 21.1                          | 83                            | 1                             | 0                             |                               |
| 2010                          | 110.0                         | 63.6                          | 138                           | 2.5                           | 1.5                           | 150                           |
| 2011                          | 397.6                         | 287.8                         | 261                           | 6                             | 3.5                           | 140                           |
| 2012                          | 1,106.4                       | 708.8                         | 178                           | 6                             | 0                             | 0                             |
| 2013                          | 1,563.1                       | 423.7                         | 37                            | 283.7                         | 277.3                         |                               |
| 2014                          | 2,069                         | 287.8                         | 32                            | 283.7                         | 0                             | 0                             |
| 2015                          | 2,303                         | 234                           | 11                            | 283.7                         | 0                             | 0                             |
| 2016                          | 2,943                         | 640                           |                               | 283.7                         | 0                             | 0                             |
| 2017                          | 3,423                         | 480                           |                               | 283.7                         | 0                             | 0                             |
| 2018                          | 3,863                         | 440                           |                               | 283.7                         | 0                             | 0                             |
| 2019                          | 4,645.9                       | 782.9                         |                               | 283.7                         | 0                             | 0                             |

### التوليد
توليد الكهرباء بالطاقة الشمسية داخل ولاية أريزونا: 
| السنة  | التوليد (جيجاواط ساعة) | التوليد (% من الإجمالي للولاية) | التوليد (% من الطاقة الشمسية الأمريكية) |
| ------ | ---------------------- | ------------------------------- | --------------------------------------- |
| 2010   | 16                     | <0.1%                           | 1.3%                                    |
| 2011   | 83                     | 0.1%                            | 4.6%                                    |
| 2012   | 955                    | 0.9%                            | 22.1%                                   |
| 2013   | 2,111                  | 1.9%                            | 23.4%                                   |
| 2014   | 3,142                  | 2.8%                            | 16.9%                                   |
| 2015   | 3,457                  | 3.1%                            | 13.9%                                   |
| 2016   | 3,766                  | 3.5%                            | 10.44%                                  |
| 2017   | 4,942                  | 4.7%                            | 9.3%                                    |
| 2018*  | 5,171                  | 4.6%                            | 7.8%                                    |
| 2019** |                        | 6.63%                           |                                         |

(*) البيانات الأولية للطاقة الكهربية الشهرية.
(**) بيانات جمعية صناعات الطاقة الشمسية.
استنادًا إلى البيانات الخاصة بعام 2014، قيّمت إدارة معلومات الطاقة توليد الطاقة والقدرة اللازمة للتوزيع من محطات الألواح الشمسية. وهذا التقييم غير مرتبط بالمرافق العامة، تولد ولاية أريزونا طاقة إضافية من الطاقة الشمسية كالتالي:
| السنة | القدرة في فصل الصيف (ميجاواط) | الطاقة الكهربية (جيجاواط ساعة) |
| ----- | ----------------------------- | ------------------------------ |
| 2014  | 511.7                         | 916                            |
| 2015  | 641.6                         | 1,370                          |
| 2016  | 871.8                         | 1,655                          |
| 2017  | 1068.6                        | 1,893                          |
| 2018  | 1262.9                        | 2,307                          |